# Chalybion planatum
Chalybion planatum là một loài côn trùng cánh màng trong họ Sphecidae, thuộc chi Chalybion. Loài này được Arnold miêu tả khoa học đầu tiên năm 1951.